# Aphysoneura occidentalis
Aphysoneura occidentalis är en fjärilsart som beskrevs av James John Joicey och Talbot 1924. Aphysoneura occidentalis ingår i släktet Aphysoneura och familjen praktfjärilar. Inga underarter finns listade i Catalogue of Life.